# Брати Томіленки
Томіленко Андрій Григорович і Томіленко Василь Григорович (нар. 13 грудня 1946 року в селі Сухини Корсунь-Шевченківського району Черкаської області), також відомі як вокальний дует «А ми удвох» — брати-близнюки, співаки, Заслужені артисти України (з 2016), лауреати численних конкурсів.

## Життєпис
Трудова діяльність Андрія та Василя Томіленків розпочалася в 1962 році з навчання в Корсунь-Шевченківському СПТУ № 33, з 1964 року працювали на Селищенському цукрозаводі. Потім служили в Радянській армії та прикордонних військах Західного прикордонного округу м. Чернівці, органах Міністерства внутрішніх справ України.
Брати закінчили Педагогічний інститут ім. Павла Тичини в Умані. Василь Томіленко також закінчив юридичний факультет КДУ імені Т. Г. Шевченка (1983).

## Творча діяльність
Творча діяльність вокального дуету братів–близнюків Андрія та Василя Томіленків становить[коли?] 65 років. Розпочалася вона в 1956 році з виступу на районній сцені із врученням нагороди. Потім участь в шкільних, сільських, армійських колективах художньої самодіяльності.
Знайомство та участь в спільних концертах з Д. Гнатюком, М. Кондратюком, Н. Матвієнко, П. Дворським, Н. Яремчуком, В. Івасюком, С. Ротару та творчий виступ, в 1971 році, по Чернівецькому міжобласному телебаченню, надало нового злету та майстерності вокальному дуету братів Томіленко.
За період творчої діяльності взяли участь більш як 600 концертах.
З 1982 по 2001 рік Андрій та Василь Томіленко були у складі позаштатного дуету «А ми удвох» естрадно-симфонічного оркестру Українського радіо і телебачення. Разом з цим колективом були записані телевізійні програми про пісенну родину Томіленків.
Брати 8 разів брали участь в різних музичних програмах Центрального телебачення в Останкіно, м. Москва. Переможеці телевізійних та радіо програм: "Сонячні кларнети, «Таланти твої Україно», «Товариш пісня», «Ширше коло», «Заспіваймо друзі», «Від суботи до суботи» та інших. В 1991 році брали участь в державному заході присвяченому 500-річчю Утворення Козацької січі на Хортиці.
Андрій та Василь Томіленко є співорганізаторами та учасниками благодійних концертів, виручені кошти з яких передаються на відбудову історичних пам'яток рідного краю, воїнам АТО, на лікування хворих дітей Черкащини, ветеранів Німецько-радянської війни.
Брали участь в телевізійній програмі «Міняю жінку» Україна-Данія в 2013 р. (8 сезон 3 випуск).
Андрій та Василь Томіленко — артисти Фронтової бригади Українського радіо.
Взяли участь та були співорганізаторами дійства "50 років радіостанції «Колос»" в Концертно-студійному комплексі Українського радіо (2016).
Записали пісенну програму "Дует «А ми удвох»" на Буковинському телебаченні (2016). Брали участь в музичних програмах Львівського, Черкаського телебачення, телеканалу «Рада» (2016).
В 2017 році брати Томіленки провели благодійний концертний тур по багатьох селах та райцентрах Черкаської області. Взяли участь і надали допомогу в проведенні III-го Всеукраїнського телерадіофестивалю «Кобзар єднає Україну», що проходив в м. Черкасах, м. Каневі (2017).
Взяли участь в масовому заході «Зустріч поколінь» організованому міською Радою м. Черкас (2017).
На запрошення Голови Асоціації українських громад в Чехії, в рамках проведення Дня української культури, за участю Посла України в Чехії та міністра культури Чехії, взяли участь в УКР-ФЕСТІ «День Незалежності України» м. Прага (2017). Громадські організації в Чехії, Товариство в Чехії «Берегиня», Український Народний Дім в Чехії, Українська Ініціатива в Чеській Республіці, нагородили братів Томіленків Подякою за активну участь та вагомий особистий внесок у розвиток української культури в Чехії (2017).
У 2018—2020 роках брати Томіленки, виступаючи по селах, райцентрах та містах України, разом з телеканалом «Рада» записали телепрограму «З любов'ю до Буковини» та відеоролик на пісню «Моєму місту».
Під огідою Чернівецького обласного відділу «Просвіти» брати Томіленко провели благодійний концерт в м. Новоселиці, під егідою Черкаської міської ради, в Черкасах, — благодійний концерт для хворих воїнів АТО, за що були нагороджені почесними нагородами. В цьому ж році Андрій та Василь Томіленки взяли участь в програмі «Аспекти дня» телеканалу «Ільдана». Взяли участь у святкуванні 60-річчя Національної Спілки журналістів України (м. Київ).
Взяли участь в 3-х телевізійних програмах та прямому ефірі телеканалу «Україна» в програмі «Ранок з Україною», де отримали звання «Заслужені близнюки України». Зняли відеоролики на пісню «Дорога до мами», «Черкаси», «Вишневий біль», «Україно моя», «Корсунський вальс», «Козацький рід» та інші.
Андрій та Василь Томіленки регулярно проводять свої творчі звіти перед громадськістю (м. Корсунь-Шевченківський, м. Черкаси, м. Київ, м Чернівці).
В 2021 році вокальним дуетом «А ми удвох», у складі Андрія та Василя Томіленків, було проведено благодійний ювілейний творчий звітний концерт присвячений 65-річчю їх творчої діяльності та 75-річчю з дня народження перед громадкістю м. Черкаси, за участю телеканалів «Рада», «Ільдана».

## Громадська діяльність
З 1992 року є членами «Асоціації діячів естрадного мистецтва України», посвідчення № 395.
Є членами Товариства Черкаського земляцтва ім. Т. Г. Шевченка (м. Київ, 2015 р.)

## Відзнаки
- Лауреати обласної премії ім. О.Кошового 1986 рік, м. Черкаси, нагороджені ювілейними медалями.
- Рішенням депутатів міської Ради м. Корсуня-Шевченківського 8.09.2007 р., їм присвоєно звання «Лицар-благодійник» за творчу благодійність
- 8.03.2011 р. їм присвоєно звання Почесні члени колективу НДП «Софіївка» м. Умань, посвідчення № 3, № 4.
- Нагороджені Золотою медаллю за № 11 Будинку Павлових, м. Одеса, від 04.06.2009 р.
- Володарі Гран-прі «Пісенний вернісаж» 2008 р., м. Київ
- Володаріи Гран-Прі Міжнародного фестивалю Куяльнік -2008 р., м. Одеса.
- Нагороджені відзнакою Українського вільного Козацтва «Честь України» № 42 від 04.03.2011 р., м. Клівленд, США, Святійшим Патріархом УПУ КП Філаретом 06.03.2001
- Нагороджені медалями в честь 15-річниці Незалежності України 2006 р.
- наказом Президента асоціації працівників культури та мистецтва України від 08.09.2008 р., № 2 їм присвоєно «Почесний працівник культури».
- За активну участь у громадському житті, вагомий особистий внесок в популяризацію української пісні, військово-патріотичне виховання підростаючого покоління, гідне представлення району на обласному, всеукраїнському та міжнародному мистецьких рівнях, високий виконавський професіоналізм та з нагоди 60-річчя творчої діяльності вокального дуету братів близнюків, у складі Андрія та Василя Томіленків, у 2016 році їм присвоєно звання Лауреата районної культурно-мистецької премії ім. К. Стеценко та присвоєно Почесне звання «Почесний громадянин м. Корсунь-Шевченківський».
- В 2016 році, з нагоди 60-річчя творчої діяльності брати нагороджені орденами «Золотий хрест» від Асоціації працівниів культури та мистецтва України.
- Згідно з Указом Президента України від 09.11.2016 року, за № 495, Андрію та Василю Томіленкам присвоєно Почесне звання «Заслужений артист України» за значний особистий внесок у розвитик національної культури і мистецтва, вагомі творчі здобутки та високу професійну майстерність.
- За вагомий творчий внесок та пропаганду української пісні, з нагоди ювілею Андрій та Василь Томіленки були нагороджені Почесними відзнаками Черкаської обласної ради «За заслуги перед Черкащиною» та Грамотою Черкаської райдержадміністрації.